# 얼음화산

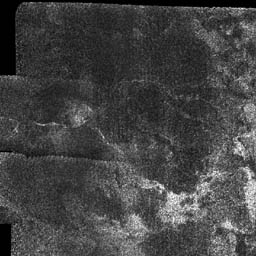
토성의 위성인 타이탄에 존재하는 얼음화산인 가네사 마쿨라

얼음화산은 행성과학에서 다루는 화산의 한 종류로, 주로 분화 시에 물이나 메테인, 암모니아 등이 액체 상태로 분출되는 화산을 말한다. 보통 천체의 표면이 고체 상태의 메테인이나 물 따위로 되어있거나, 천체의 표면 온도가 극히 낮은 경우에나 존재할 수 있는 화산이므로, 지구에는 얼음화산이 존재하지 않는다. 그러나 토성의 위성인 타이탄이나, 해왕성의 위성인 트리톤에는 얼음화산이 존재하며, 역시 토성의 위성인 엔셀라두스에서도 2005년에 있었던 카시니-하위헌스 호의 탐사로 인해, 액체 상태의 물이 분출되는 화산이 발견된 적이 있다.